# Vouhé (Charente-Maritime)
Vouhé település Franciaországban, Charente-Maritime megyében. Lakosainak száma 657 fő (2022. január 1.). Vouhé Benon, Bouhet, Puyravault, Saint-Georges-du-Bois és Surgères községekkel határos.

## Népesség
A település népessége az elmúlt években az alábbi módon változott:
| Lakosok száma | 387  | 404  | 404  | 549  | 659  | 677  | 656  | 644  | 643  | 657  |
|               | 1968 | 1982 | 1990 | 2006 | 2013 | 2015 | 2017 | 2019 | 2020 | 2022 |